# Gilbert Desmit
Gilbert Desmit (ur. 21 września 1937 w Brugii) – belgijski pływak, uczestnik Letnich Igrzysk 1956 i 1960.
Podczas igrzysk olimpijskich w 1956 roku wystartował w konkurencji 200 metrów stylem klasycznym. Odpadł w eliminacjach z czasem 2:43,5 (9. miejsce).
Cztery lata później na igrzyskach w Rzymie powtórzył udział w tej samej konkurencji. Poprawił swój wynik docierając do półfinałów i osiągając wynik 2:41,8.